# عين جدارية

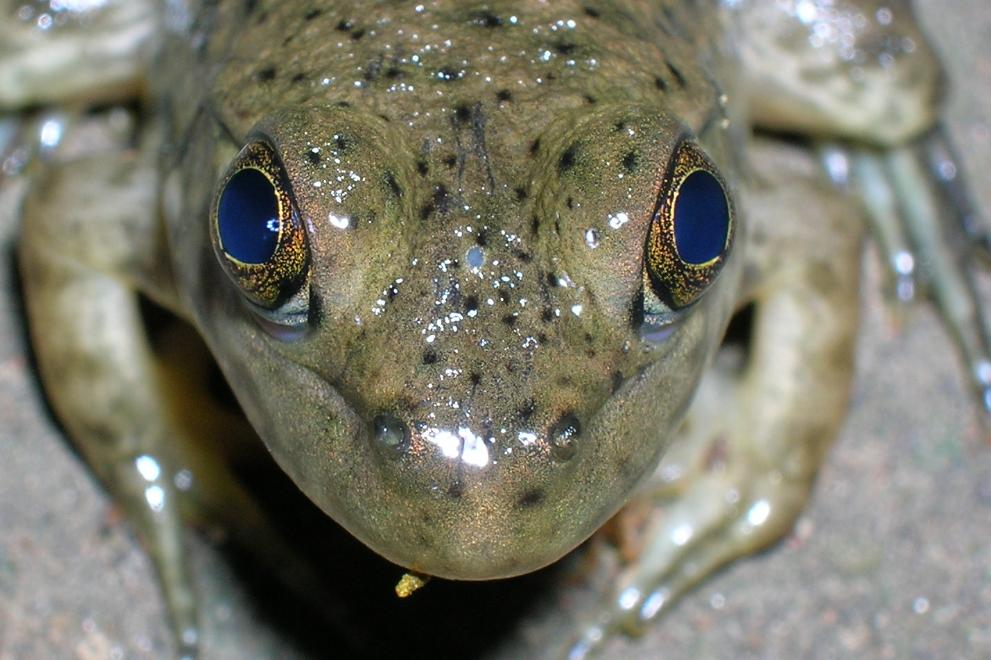
العين الجدارية (بيضاوية رمادية صغيرة جدًا بين العينين العادية) للضفدع الصغير (ضفدع الثور)

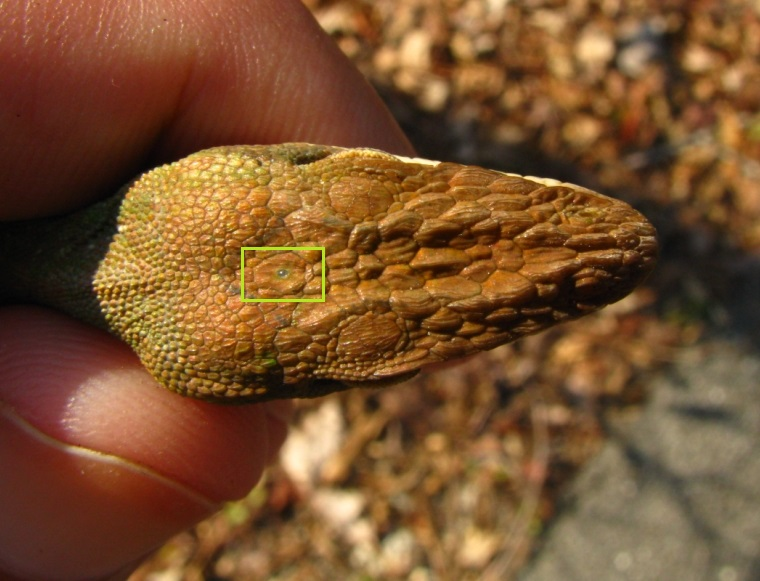
أنول أخضر بالغ (Anolis carolinensis) تظهر العين الجدارية بوضوح (رمادية صغيرة / بيضاوية صافية) في أعلى رأسها.

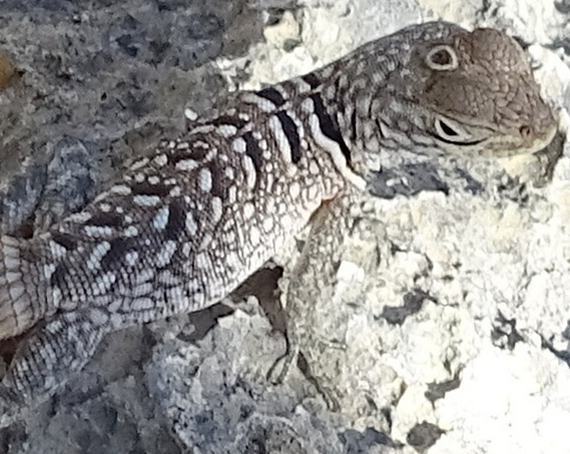
العين الجدارية لركاض مدغشقر (Oplurus cyclurus) محاطة ببقعة سوداء وبيضاء على الجلد، مما يعطيها مظهر "العيون الثلاثية"

العين الجدارية أو العين الثالثة أو العين الصنوبرية، هي جزء من المهاد الموجود في بعض الفقاريات. تقع العين في الجزء العلوي من الرأس، وهي مستقبلة للضوء وترتبط بالغدة الصنوبرية، التي تنظم إيقاع الساعة البيولوجية وإنتاج الهرمونات من أجل التنظيم الحراري. يُعرف الثقب الموجود في الرأس والذي يحتوي على العين باسم الثقبة الصنوبرية أو الثقبة الجدارية، حيث غالبًا ما تكون محاطة بالعظام الجدارية.
اكتشف فرانز ليديج العين الجدارية عام 1872 من السحالي.